# Naturbahnrodel-Junioreneuropameisterschaft 1978
Die 5. FIL-Naturbahnrodel-Junioreneuropameisterschaft fand vom 21. bis 22. Januar 1978 in Davos in der Schweiz statt. Die «Schatzalp-Schlittelbahn» hatte eine Gesamtlänge von 1307 Metern. Nachdem die österreichische Mannschaft bereits 1975 alle drei Wettbewerbe gewonnen hatte, gelang es in diesem Jahr erstmals der italienischen Mannschaft, alle drei Wettbewerbe zu gewinnen.

## Einsitzer Herren
| Platz | Name               | Zeit |
| ----- | ------------------ | ---- |
| 01    | Erich Wiedenhofer  | ?    |
| 02    | Werner Schönauer   | ?    |
| 03    | Robert Marinelli   | ?    |
| 04    | Vinzenz Molling    | ?    |
| 05    | Paul Berger        | ?    |
| 06    | Helmut Außerdorfer | ?    |
| 07    | Othmar Neulichedl  | ?    |
| 08    | Ernst Marinelli    | ?    |
| 09    | Georg Antholzer    | ?    |
| 10    | Harald Steinhauser | ?    |

33 Rodler kamen in die Wertung.

## Einsitzer Damen
| Platz | Name                | Zeit |
| ----- | ------------------- | ---- |
| 01    | Olga Schwienbacher  | ?    |
| 02    | Ursula Kofler       | ?    |
| 03    | Rosi Kalchschmid    | ?    |
| 04    | Barbara Winkler     | ?    |
| 05    | Anita Zameter       | ?    |
| 06    | Christa Fontana     | ?    |
| 07    | Sonja Steiner       | ?    |
| 08    | Delia Vaudan        | ?    |
| 09    | Elisabeth Höllwerth | ?    |
| 10    | Marlies Zobel       | ?    |

Zwölf Rodlerinnen kamen in die Wertung.

## Doppelsitzer
| Platz | Name                                     | Zeit |
| ----- | ---------------------------------------- | ---- |
| 01    | Paul Berger – Christian Oberhöller       | ?    |
| 02    | Gebhard Oberbichler – Hubert Außerdorfer | ?    |
| 03    | Robert Marinelli – Alfred Marinelli      | ?    |
| 04    | Erich Wiedenhofer – Othmar Neulichedl    | ?    |
| 05    | Gerhard Pircher – Norbert Sporer         | ?    |
| 06    | Werner Schönauer – Harald Steinhauser    | ?    |
| 07    | Robert Tolpeit – Vinzenz Molling         | ?    |
| 08    | Hubert Antholzer – Georg Antholzer       | ?    |
| 09    | Michael Olipitz – Manfred Danklmaier     | ?    |
| 10    | Ernst Marinelli – Roland Trattnig        | ?    |

Elf Doppelsitzer kamen in die Wertung.

## Medaillenspiegel
| Platz | Land       | Gold | Silber | Bronze | Gesamt |
| ----- | ---------- | ---- | ------ | ------ | ------ |
| 1.    | Italien    | 3    | 1      | —      | 4      |
| 2.    | Österreich | —    | 2      | 3      | 5      |